# Chauliodon deflexicalcaratum
Chauliodon deflexicalcaratum là một loài thực vật có hoa trong họ Lan. Loài này được (De Wild.) L.Jonss. mô tả khoa học đầu tiên năm 1979.